# Villalba (Szicília)
Villalba település Olaszországban, Szicília régióban, Caltanissetta megyében. Lakosainak száma 1407 fő (2023. január 1.). Villalba Cammarata, Castellana Sicula, Petralia Sottana, Polizzi Generosa, Vallelunga Pratameno, Marianopoli és Mussomeli községekkel határos.

## Népesség
A település lakossága az elmúlt években az alábbi módon változott:
| Lakosok száma | 1618 | 1590 | 1407 |
|               | 2017 | 2018 | 2023 |